# Nolan Cromwell
Nolan Neil Cromwell (Smith Center, 30 gennaio 1955) è un ex giocatore di football americano e allenatore di football americano statunitense.
Ha giocato nel ruolo di safety per tutta la carriera con i Los Angeles Rams della National Football League (NFL). Al college giocò a football alla Kansas University.

## Carriera da giocatore
Cromwell fu scelto fai Los Angeles Rams nel corso corso del secondo giro (32º assoluto) del Draft NFL 1977, disputando con essi tutti gli 11 anni di carriera. Giocò come nickelback nel 1977 e nel 1978 negli special team. Nel 1979 si impose come safety titolare della squadra.
Dopo aver messo a segno un massimo in carriera di 8 intercetti nel 1980 fu premiato come difensore dell'anno della NFC dalla United Press International e dal Kansas Committee of 101, mentre Football Digest lo premiò come defensive back dell'anno per quattro anni consecutivi dal 1980 al 1983. Fu inoltre convocato per quattro Pro Bowl consecutivi nel periodo 1980–1983. Cromwell fu parte di una difesa dei Rams che giocò bene tra la fine degli anni settanta e l'inizio degli anni ottanta, raggiungendo i playoff in cinque stagioni su sei.
Al momento del ritiro, Cromwell era il leader di tutti i tempi per yard ritornate da intercetto, 671, e fu inserito nella formazione ideale della NFL degli anni 1980 dai giurati della Pro Football Hall of Fame.

## Palmarès
Giocatore
- National Football Conference: 1
Los Angeles Rams: 1979
- Convocazioni al Pro Bowl: 4
1980, 1981, 1982, 1983
- First-team All-Pro: 3
1980, 1981, 1982
- Second-team All-Pro: 1
1983
- Formazione ideale della NFL degli anni 1980

Allenatore
- Super Bowl : 1

Green Bay Packers: XXXI (come allenatore dei wide receiver)
- National Football Conference Championship: 1

Green Bay Packers: 1996 (come allenatore dei wide receiver)